# Кассандра Кантакузен
Кассандра Кантакузин (рум. Casandra Cantacuzino; ок. 1681 — 11 мая 1713, Москва) — одна из дочерей правителя Валахии Шербана Кантакузена.

## Биография
9 мая 1699 года вышла замуж за будущего правителя Молдавии Дмитрия Кантемира, с которым была обручена ещё при жизни отца.
В 1700 году семья поселилась в Стамбуле, где Дмитрий исполнял дипломатические обязанности. Княгиня принимала активное участие в воспитании своих детей: по свидетельствам биографов, она «любила чтение, не оставляя старания о своей фамилии и должного воспитанию своих детей внимания».
После возвращения из Константинополя и заключения союза между Молдавским княжеством и Россией княгиня вернулась в Молдову.
В Яссах Дмитрий и Кассандра приняли Петра I и его супругу Екатерину Алексеевну; Пётр преподнёс «государыне Кантемировой в подарок две пары высоких соболей, да крест алмазный ― все ценою 400 рублей».
После переезда семьи Кантемиров в Харьков княгиня потеряла новорожденных детей, родившихся во время переездов, и серьёзно заболела. Муж перевёз её в Москву для лечения, где она скончалась 11 мая 1713 года, как считалось, в результате врачебной ошибки.

## Дети
- Дмитрий
- Мария
- Шербан
- Матвей (Матей) (1703―1771)
- Смарагда (1701―1720)
- Константин (1705―1747)
- Антиох

Дети Кассандры Кантемир
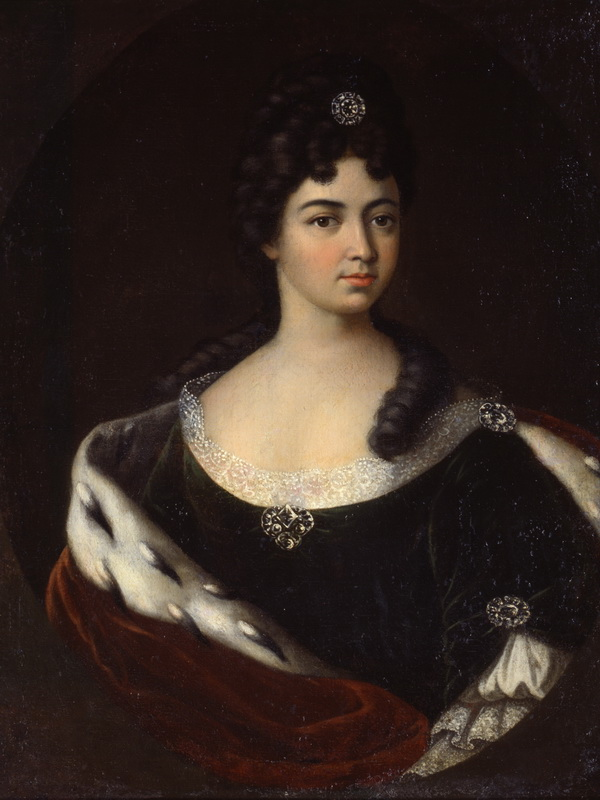
Мария (или Смарагда) Кантемир
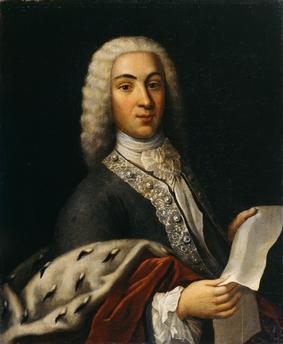
Антиох Кантемир

## Место захоронения
Была похоронена в Москве в ныне не существующем Свято-Николаевском монастыре (снесён в 1935 году).